# Hiroyuki Kobayashi
Hiroyuki Kobayashi (小林 宏之 Kobayashi Hiroyuki?, nacido el 18 de abril de 1980 en Hokkaido) es un exfutbolista japonés. Jugaba de defensa y su último club fue el Blaublitz Akita de Japón.

## Trayectoria

### Clubes
| Club                          | País  | Año         |
| ----------------------------- | ----- | ----------- |
| Urawa Reds                    | Japón | 2003 - 2004 |
| Kawasaki Frontale             | Japón | 2005        |
| Yokohama FC                   | Japón | 2006        |
| Fervorosa Ishikawa Hakuzan FC | Japón | 2007        |
| TDK                           | Japón | 2007        |
| Oita Trinita                  | Japón | 2008 - 2010 |
| Blaublitz Akita               | Japón | 2011 - 2012 |

## Palmarés

### Títulos nacionales
| Título         | Club         | País  | Año  |
| -------------- | ------------ | ----- | ---- |
| Copa J. League | Urawa Reds   | Japón | 2003 |
| J2 League      | Yokohama FC  | Japón | 2006 |
| Copa J. League | Oita Trinita | Japón | 2008 |